# Тарасовы
Тара́совы — древний дворянский род.
Определениями Правительствующего Сената, состоявшимися 10 ноября 1859, 9 и 15 декабря 1870 г. и 26 апреля 1876 годов, род Тарасовых признан в древнем дворянстве, со внесением в VI-ю часть родословной книги Рязанской губернии.

## История рода
Опричниками Ивана Грозного числились Кузьма и Фёдор Степанович Тарасовы (1573).
Предком этого дворянского рода считается, Павел Васильевич Тарасов. По указам 1645 года Царя и Великого Князя Михаила Фёдоровича, состояло поместье с крестьянами Рязанского уезда, переходившее наследственно к потомкам его, из коих некоторые служили Российскому Престолу в военной службе.

## Описание герба
В зелёном усеянном золотыми колосьями щите золотой меч вверх, с наложенными на нём крестообразно двумя серебряными секирами.
Над щитом дворянский шлем с короной. Нашлемник: воин в зелёной одежде, золотых латах и золотом шлеме держит в правой руке положенную на плечо серебряную секиру. Намёт: справа зелёный с золотом, слева зелёный с серебром. Герб Тарасова внесён в Часть 13 Общего гербовника дворянских родов Всероссийской империи, стр. 27.

## Известные представители
- Тарасов Михаил Тарасович — дьяк (1692), воевода в Белгороде (1694)[3][4].
- Тарасов — подпоручик 8-й артиллерийской бригады, погиб в сражении при Лейпциге (2-7 октября 1813), его имя занесено на стену храма Христа Спасителя в г. Москва[2].